# Инхокваринский язык
Инхоквари́нский (инхокари́нский) язык (самоназвание — иIнхийес мыц) — язык, использующийся в Дагестане. Число носителей (с хваршинским) — 1737-3900 человек. Принадлежит к цезским языкам, входящим в состав аваро-андо-цезской ветви нахско-дагестанской языковой семьи. Из цезских инхокваринский ближе всего к хваршинскому языку, от которого отделился в IX в. н. э. Традиционно оба идиома рассматриваются как диалекты одного языка.
Бесписьменный язык. В качестве литературных используются русский и аварский языки.

## Диалекты
В инхокваринском языке выделяются четыре говора:
- инхокваринский — село Инхоквари;
- хвайнийский — село Хвайны (Хвайни), верхнее течение Андийского Койсу;
- квантлядийский — село Квантляда;
- сантлядийский — село Сантляда.

Квантлядийский и сантлядийский говоры максимально близки друг к другу.

## Лингвистическая характеристика

### Фонетика и фонология
Фонетические особенности инхокваринского языка:
- частичное восстановление противопоставления согласных по признаку силы, интервокальная геминация согласных (усиление);
- отражение працезского *ə как о;
- сохранение працезского *ы;
- сохранение назализованных о̃ и е̃;
- фарингализация, лабиализация и назализация согласных.

### Морфология
Морфологические особенности инхокваринского языка:
- шесть именных классов;
- неполное развитие категории именного класса у прилагательных и глаголов;
- множественное число на -ба после -а и на -бо в остальных случаях;
- элатив на -за/-з после гласного и на -иˉ после согласного.

### Лексика
Помимо исконных слов, в инхокваринском присутствуют заимствования из аварского, грузинского и русского языка. Заимствования из арабского, иранских и тюркских, в основном через посредство аварского. Андийские заимствования, преимущественно из тиндинского, с сохранением более архаичной формы, представлены чаще, чем в хваршинском.